# Трей, Йорик
Йорик Трей (фр. Yorick Treille; 15 июля 1980, Канн, Франция) — французский профессиональный хоккеист, нападающий клуба «Руан». Игрок сборной Франции по хоккею с шайбой.

## Биография
Йорик Трей играть в хоккей начал в Канаде, в клубе «Нотрдам Хаундс». С 1998 по 2002 год выступал за хоккейную команду университета Массачусетс. На драфте НХЛ 1999 года Трей был выбран в 7 раунде клубом «Чикаго Блэкхокс». Выступал в АХЛ за клубы «Норфолк Эдмиралс» и  «Провиденс Брюинз». С 2005 по 2007 — игрок швейцарского «Женева-Серветт». Сезон 2007/08 провёл в Германии за «Ингольштадт», затем перешёл в чешский «Витковице», в составе которого в 2010 году стал чемпионом Чехии. С 2015 года выступает за «Руан». Дебютировал со сборной Франции на чемпионате мира в 2000 году. В 2002 году выступал за французскую команду на Олимпиаде в Солт-Лейк-Сити.